# Karel Vysušil
Karel Vysušil (14. listopadu 1926 Trmice – 7. prosince 2014 Praha) byl český malíř a grafik.

## Životopis
Narodil se v Trmicích (dnes část Ústí nad Labem) studoval Školu dekorativního umění a Akademii výtvarných umění v Praze pod vedením profesorů Otakara Nejedlého a Karla Mináře. Již od roku 1952 je členem SČUG Hollar a Asociace volné grafiky. V 60. letech 20. století byl spoluzakladatelem uměleckých skupin G7 (John, Šimotová, Balcar, Karásek, Hadlač, Sovák, Vysušil), LG 5 (Týfa, Králík, J. Novák, Sklenář, Vysušil) a Máj.
Jeho nejoblíbenějšími grafickými technikami jsou suchá jehla, lept a barevná litografie. Dále pak olejomalba a v neposlední řadě koláž. Jako jeden z prvních autorů české poválečné grafiky pracoval s barevnou litografii jako s transpozicí volné malby. V 70. letech potom obohatil tvůrčí výtvarné postupy o techniku „autokoláže“ tedy využití vlastních grafik pro tvorbu koláže.
V 60. letech byly páteří jeho tvorby hlavně abstraktní suché jehly a lepty vycházející z tiskárny Mirra Pegrassiho na pražském Smíchově. Svého času se věnoval i užité grafice a tak vznikl vedle řady plakátů, knižních ilustrací a knižních a časopiseckých obálek i návrh známky k 1. Mistrovství světa v letecké akrobacii 1960 v Bratislavě. V sedmdesátých létech se kromě grafiky a malby věnoval i tvorbě netkaných textilních artefaktů (artprotis) participoval také na grafickém albu na počest dvoustého výročí narození vynálezce litografie pražského rodáka Aloise Senefeldera (Jan Zrzavý, Václav Sivko, Jan Bauch, Kamil Lhoták, František Hudeček, Zdeněk Sklenář,Vladimír Suchánek). Z realizací v architektuře je třeba zmínit monumentální textilní panó pro svatební síň v Žatci. Uspořádal více než 60 samostatných výstav a zúčastnil se více než 250 kolektivních výstav v Rakousku, Německu, Japonsku, Švýcarsku, Francii, Holandsku, Slovinsku, Itálii, Polsku, USA a Česku. Získal řadu ocenění českých i mezinárodních – např. stříbrnou plaketu v Tokiu (1969).

## Zastoupen ve sbírkách
NG Praha; GHMP; National Gallery Quebeck; Kunsthaus Hamburg; Folkwang Museum Essen; Kunsthaus Bielefeld; Bürgerhaus Steinbach; Bürgerhaus Dreieich; Museum Hodonín, Galerie města Moravská Ostrava; Galerie Zirc v Maďarsku aj.

## Samostatné výstavy (výběr)
- 1959 Praha, Galerie Hollar
- 1962 Vídeň, Galerie Biberstrasse
- 1964 Praha, Galerie d
- 1968 Praha, Galerie d
- 1968 Mnichov, Galerie Jean
- 1969 Curych, Paulus Academie ▪ Praha, Galerie Karolina
- 1970 Chicago, Baruch Gallery
- 1972 Kaiserslautern, Galerie Römer
- 1979 Amsterdam, Rozengalerie
- 1979 Opava, Dům umění
- 1980 Berlin West, Galerie für Osteuropäische kunst
- 1981 Praha, Galerie d
- 1987 Praha, Grafika, koláže 1983–1987, Galerie Nová síň
- 1988 Mnichov, Galerie Interart
- 1990 Mnichov, Hewlett Packard ▪ Düsseldorf, Galerie Interart
- 1993 Praha, Galerie Vltavín
- 2006 Praha, Galerie Hollar,Od mini po maxi – grafické ohlédnutí 1958 – 2006
- 2006 Praha, Tajemné kouzlo barev, Praha City Center
- 2007 Ostrava, Galerie Magna
- 2007 Rusko, Galerie Dion
- 2015 Itálie, Palazzo Medici Ricardi

## Kolektivní výstavy (výběr)
- 1957 Praha, Mladé umění / Tvůrčí skupina Máj 57, Obecní dům
- 1957 Praha, 2. výstava Skupiny Máj 57, Palác Dunaj
- 1959 Praha, 4. Přehlídka československého výtvarného umění
- 1965 Hamburg, Zeitgenössische tschechoslowakische Graphik und Plastik, Kunsthaus,
- 1971 Praha, SČUG Hollar: Grafika – 71, Mánes,

## Ocenění (výběr)
- 1962 The 30. Exhibition of Japan Print, Stříbrná medaile
- 1967 50. výročí SČUG Hollar – Čestné uznání
- 1972 International Graphic Center New York – výroční list 1972

## Knižní ilustrace (výběr)
- E. M. Remarque – Noc v Lisabonu Praha: Naše vojsko, 1964

## Známková tvorba
- Pofis 1137 – 1. Mistrovství světa v letecké akrobacii z roku 1960